# Aylacostoma
Aylacostoma é um género de gastrópode  da família Thiaridae.
Este género contém as seguintes espécies:
- Aylacostoma chloroticum Hylton-Scot, 1953
- Aylacostoma guaraniticum Hylton-Scot, 1953
- Aylacostoma stigmaticum Hylton-Scot, 1953